# Dirección General de Seguridad Aeroespacial Militar
La Dirección General de Seguridad Aeroespacial Militar (DGSOAM) es un organismo superior de la Fuerza Aérea Argentina bajo la órbita de la Subjefatura del Estado Mayor General de la Fuerza Aérea.

## Reseña
Creada el 22 de diciembre de 2015 por resolución del jefe del Estado Mayor General de la Fuerza Aérea. Su misión es supervisar los medios relacionados con la actividad aeroespacial militar realizada por la Fuerza Aérea Argentina. Se hallan bajo su dependencia cuatro direcciones y un departamento.
El organismo superior es sucesor de la Dirección General de Asuntos Aeronáuticos y recupera algunos aspectos del ex Comando de Regiones Aéreas (disuelto en 2007).

## Organización
- Dirección General de Seguridad Aeroespacial Militar
  - Dirección de Aeronavegabilidad
  - Dirección de Habilitaciones
  - Dirección de Tránsito Aéreo Militar
  - Dirección de PREVAC
  - Departamento de Meteorología Militar